# Villerserine
Villerserine település Franciaországban, Jura megyében. Lakosainak száma 34 fő (2022. január 1.). Villerserine Brainans, Bersaillin, Saint-Lothain és Tourmont községekkel határos.

## Népesség
A település népessége az elmúlt években az alábbi módon változott:
| Lakosok száma | 53   | 46   | 45   | 35   | 54   | 54   | 51   | 42   | 38   | 34   |
|               | 1968 | 1982 | 1990 | 2006 | 2013 | 2015 | 2017 | 2019 | 2020 | 2022 |